# Triglidae

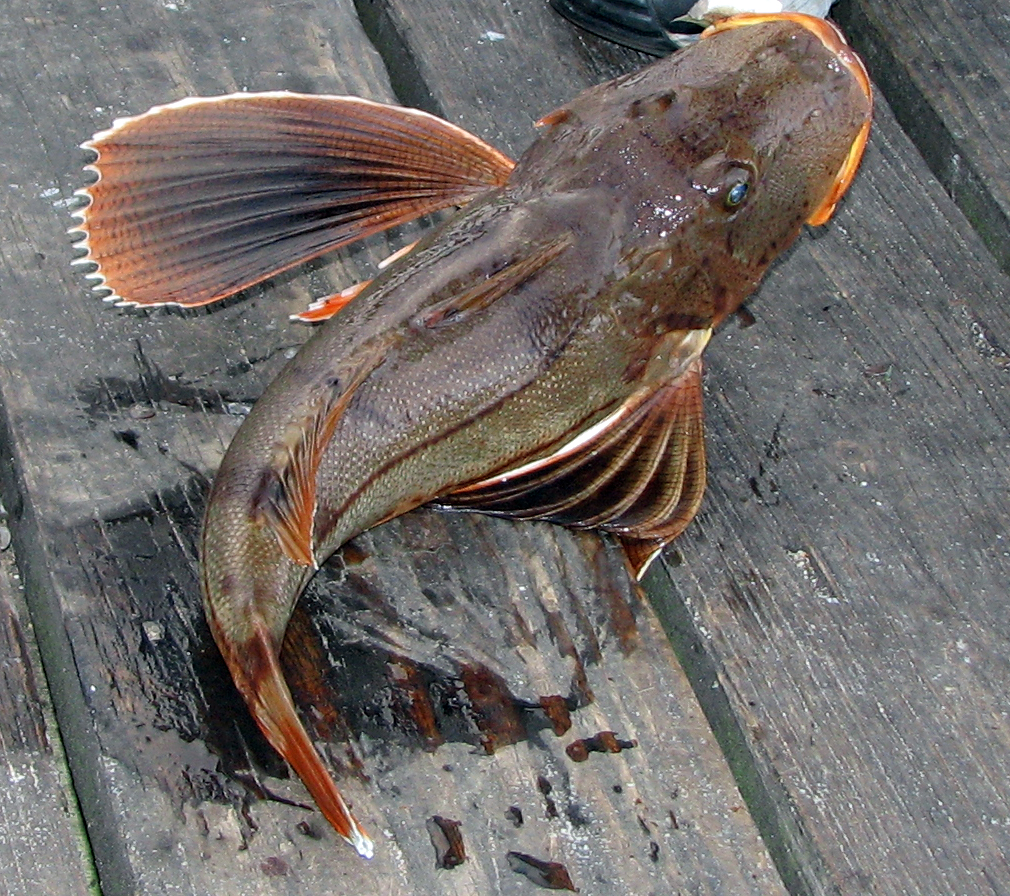
tríglido pescado.

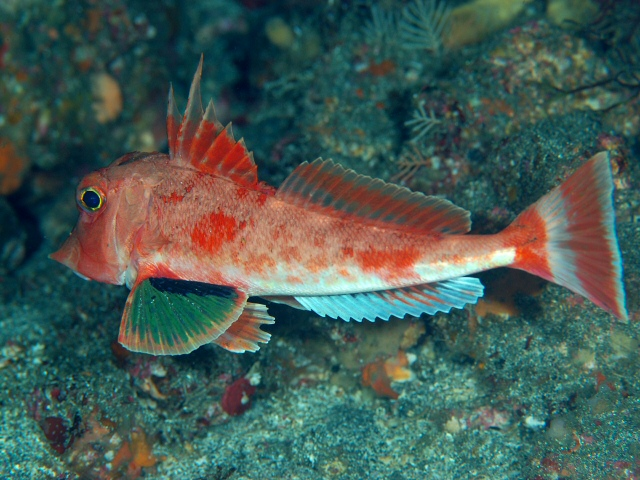
Lepidotrigla guentheri

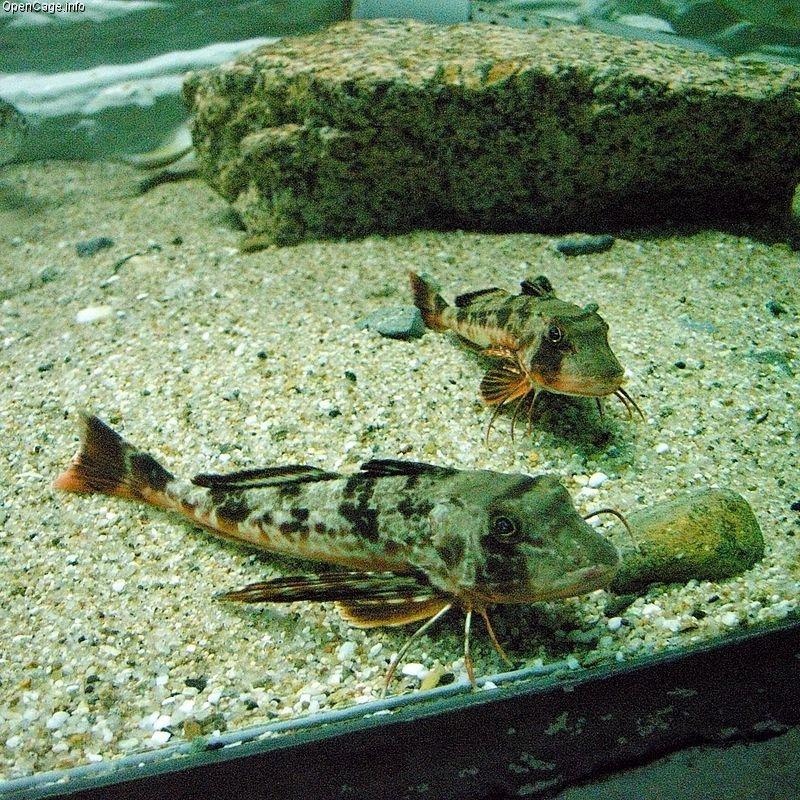
Chelidonichthys spinosus

Las vacas y rubios o escarchos son la familia Triglidae de peces marinos incluida en el orden Scorpaeniformes, distribuidos por mares y estuarios de todas las aguas templadas y tropicales del mundo. Su nombre procede del griego trigla = salmonete rojo (por su parecido con este pez).
Aparecen por primera vez en el registro fósil en el Eoceno, durante el Terciario inferior.

## Morfología
Alcanzan hasta 1 m de longitud máxima descrita; tienen la cabeza recubierta de un hueso a modo de casco; las aletas pectorales tienen dos o tres radios más alargados que utilizan para detectar el alimento; las dos aletas dorsales están claramente separadas.

## Hábitat y modo de vida
Son todos especies bentónicas que viven en el fondo marino, donde se alimentan desenterrando sus presas; son buenos productores de sonidos.

## Géneros y especies
La familia ha sufrido remodelación, según FishBase deben considerarse unas 125 especies agrupadas en los siguientes ocho géneros:
- Género Bellator (Jordan y Evermann, 1896)
  - Bellator brachychir (Regan, 1914) - Rubio aleticorta.
  - Bellator egretta (Goode y Bean, 1896) - Rubio gallardete o Espátula bandera.
  - Bellator farrago (Richards y McCosker, 1998)
  - Bellator gymnostethus (Gilbert, 1892) - Rubio cabrio, Vaca enana, Gallineta o Trigla.
  - Bellator loxias (Jordan, 1897) - Rubio angelito o Vaca angelita.
  - Bellator militaris (Goode y Bean, 1896) - Rubio soldadito.
  - Bellator ribeiroi (Miller, 1965)
  - Bellator xenisma (Jordan y Bollman, 1890) - Rubio jaquita o Rubio vaquita.

- Género Bovitrigla 
  - Bovitrigla acanthomoplate Fowler, 1938 -

- Género Chelidonichthys (Kaup, 1873)
  - Chelidonichthys capensis (Cuvier, 1829) - Rubio del Cabo.
  - Chelidonichthys cuculus (Linnaeus, 1758) - antiguo Aspitrigla cuculus
  - Chelidonichthys gabonensis (Poll y Roux, 1955) - Rubio del Gabón.
  - Chelidonichthys ischyrus (Jordan y Thompson, 1914)
  - Chelidonichthys kumu (Cuvier, 1829) - Testolín de aleta azul.
  - Chelidonichthys lastoviza (Bonnaterre, 1788) - antiguo Trigloporus lastoviza
  - Chelidonichthys lucerna (Linnaeus, 1758) - Begel, Alfondiga, Perlón o Rubio.
  - Chelidonichthys obscurus (Bloch y Schneider, 1801) - Arete aletón o Arete oscuro.
  - Chelidonichthys queketti (Regan, 1904) - Rubio menor.
  - Chelidonichthys spinosus (McClelland, 1844)

- Género Eutrigla (Fraser-Brunner, 1938)
  - Eutrigla gurnardus (Linnaeus, 1758) - Borracho, Crego, Perlón o Rubio.

- Género Lepidotrigla (Günther, 1860)

53 especies se pueden consultar en el artículo principal de este género
- Género Prionotus (Lacepède, 1801)

23 especies se pueden consultar en el artículo principal de este género
- Género Pterygotrigla (Waite, 1899)

18 especies se pueden consultar en el artículo principal de este género
- Género Trigla (Linnaeus, 1758)
  - Trigla lyra (Linnaeus, 1758) - Garneo